# Pierre des Près
Pierre des Près (1280 - 16 de maio de 1361) foi um cardeal francês, Deão do Sagrado Colégio dos Cardeais e Vice-Chanceler da Santa Igreja Romana.

## Biografia
Nascido em Montpezat, diocese de Cahors, na França, era filho de Raimond II des Prés, seigneur de Montpezat, e Aspasie de Montaigut. Seu sobrenome também é listado como de Pratis, del Prato, Després e Prez. Obteve um doutorado em direito civil na Universidade de Toulouse.
Torna-se professor de Direito na Universidade de Toulouse. Depois, é nomeado Reitor de Clermont. Auditor das causas do Palácio Apostólico de 1316 e, como tal, ele interveio no processo Géraud de Hugues, bispo de Cahors.
Eleito bispo de Riez, em 31 de março de 1318, sendo consagrado em 7 de maio, por Niccolò Alberti, O.P., bispo de Ostia e Velletri. Promovido a sé metropolitana da Aix, em 11 de setembro de 1318, ocupou a Sé até sua promoção ao cardinalato..
Foi criado cardeal-presbítero no consistório de 20 de dezembro de 1320, recebendo o título de Santa Pudenciana em 28 de fevereiro de 1321. Passou para a ordem dos cardeais-bispos e assume a sé suburbicária de Palestrina em 25 de maio de 1323. É nomeado Vice-chanceler da Santa Igreja Romana a partir de abril de 1325. Em 1329, ele foi acusado de reformar os estatutos da Universidade de Toulouse. É nomeado Decano do Colégio dos Cardeais, em junho de 1336. Nomeado legado diante do rei Filipe V da França e do rei Eduardo III de Inglaterra em 1342 para negociar a paz entre eles, foi capaz de organizar uma trégua em Malestroit em 19 de janeiro de 1343. Construiu a igreja colegiada de Saint Pierre em Avignon.
Morreu em 16 de maio de 1361, de peste, em idade avançada, em Avinhão. Foi enterrado em 13 de junho de 1362, no túmulo que ele havia construído na igreja de Saint-Marin em Montpezat, onde ele havia fundado um capítulo colegiado.

## Conclaves
- Conclave de 1334 - participou da eleição do Papa Bento XII
- Conclave de 1342 - participou como deão da eleição do Papa Clemente VI
- Conclave de 1352 - participou como deão da eleição do Papa Inocêncio VI